# Gösta Johansson (målare)
För båtbyggaren, se Gösta Johansson (båtbyggare)
Karl Gösta Johansson, född den 18 december 1919 i Kropps församling i Skåne, död den 27 september 2019 i Ödåkra, var en svensk målare och trädgårdsmästare. 
Han var son till målaren Carl Johansson och Elin Nilsson. Johansson studerade en kortare tid vid Skånska målarskolan i Malmö men var huvudsakligen autodidakt som konstnär. Han medverkade i samlingsutställningar på Vikingsberg och på Killbergs konsthandel i Helsingborg. Hans konst består av barnbilder, genremotiv och landskapsmålningar i olja.